# Суры (Липецкая область)
Суры́ — посёлок Меньшеколодезского сельского поселения Долгоруковского района Липецкой области.

## География
Посёлок Суры находится в центральной части Долгоруковского района, в 5 км к югу от села Долгоруково. Располагается на берегах небольшой запруды.

## История
Хутор Суры возник в последней четверти XIX века. В 1891 году упоминается конский завод В.К. Николаева в хуторе Суры Сергиевской волости Елецкого уезда. Название «Суры» от лога или балки, где обитали сурки.
В Сурах по переписи населения СССР 1926 года отмечается 6 дворов, 29 жителей.
В 1928 году посёлок вошёл в состав Долгоруковского района Елецкого округа Центрально-Чернозёмной области. После разделения ЦЧО в 1934 году Долгоруковский район вошёл в состав Воронежской, в 1935 — Курской, в 1939 году — Орловской области, а с 6 января 1954 года в составе вновь образованной Липецкой области.

## Население
| 2010 |
| ---- |
| 5    |

## Транспорт
Через Суры проходит асфальтированное шоссе, связывающее деревни Харламовку и Новинка с селом Долгоруково.
В 2 км к западу находится железнодорожная станция Ост. плат. 479 км (линия Елец – Валуйки ЮВЖД).

## Известные жители
- Севрин, Виктор Семёнович. Герой Советского Союза. В годы Великой Отечественной войны командир роты стрелкового полка. Проживал в Сурах. В селе Долгоруково его именем названа улица.